# Torreta de Elda
La Torreta de Elda es una edificación defensiva medieval situada en el término del municipio de Elda, en la provincia de Alicante (España). Está considerada como Bien de Interés Cultural. Se encuentra a una altitud de 550 metros y es una torre rectangular con cuatro anexos, también rectangulares.

## Historia
La fecha de construcción se calcula entre finales del siglo XIV y principios del siglo XV. Su objetivo respondía a la ubicación fronteriza entre los reinos de Castilla y Valencia. En concreto, la torreta protegía el camino entre Elda y Sax, así como el camino de La Noguera, que enfila hacia Petrel. Se documenta que en 1386, la señora de Elda, Sibila de Forcia, pidió a Pedro IV de Aragón un servicio de vigilancia y aduana. Su uso continuado se recoge en un documento de 1494 entre el Condado de Cocentaina y el Obispado de Cartagena, en el que se cita la Torreta como posesión del entonces señor de Elda, Juan Roig de Corella.
En diciembre de 1705, se empleó la Torreta para vigilancia militar, en el contexto de la Guerra de Sucesión. Después de la Guerra de la Independencia perdió su función y fue abandonada.